# IC 2557
IC 2557 је спирална галаксија у сазвјежђу Мали лав која се налази на листи објеката дубоког неба у Индекс каталогу.
Деклинација објекта је + 38° 6' 30" а ректасцензија 10h 16m 5,8s. Привидна величина (магнитуда) објекта IC 2557 износи 15,3 а фотографска магнитуда 16,1. IC 2557 је још познат и под ознакама MCG 6-23-3, CGCG 183-7, ARAK 235, PGC 29977.